# Шульга, Дмитрий Фёдорович
Дмитрий Фёдорович Шульга (25 октября 1893, Незамаевская, Кубанская область — 9 декабря 1958, Краснодар) — советский военачальник, генерал-майор артиллерии, помощник командующего войсками Харьковского военного округа.

## Биография
Во время Первой мировой войны служил младшим фейерверкером 4-й батареи 105-й артиллерийской бригады 105-й пехотной дивизии.
Во время Гражданской войны командовал конной батареей 6-й Чонгарской кавалерийской дивизии 1-й Конной армии и был ранен при обороне Царицына. В 1922 году награжден орденом Красного Знамени.
После окончания Гражданской войны командовал батареей 6-й отдельной кавалерийской бригады и отдельного артиллерийского дивизиона 2-й кавалерийской дивизии. В 1922 году окончил Высшую артиллерийскую школу. В ноябре 1925 года назначен помощником командира артиллерийского дивизиона 3-й Донской стрелковой дивизии. В мае 1926 года назначен командиром артиллерийского дивизиона 28-й горнострелковой дивизии. В октябре 1929 года назначен командиром 35-го отдельного артиллерийского дивизиона 5-й кавалерийской дивизии. В марте 1931 года назначен командиром и комиссаром 12-го конно-артиллерийского полка 12-й кавалерийской дивизии. В 1936 году окончил артиллерийские курсы усовершенствования старшего командного состава. C введением в РККА персональных воинских званий присвоено звание полковника. В июне 1936 года назначен командиром 13-го конно-артиллерийского полка 13-й Донской казачьей дивизии. 16 августа 1936 года «за выдающиеся успехи в боевой, политической и технической подготовке соединений, частей и подразделений Рабоче-Крестьянской Красной Армии» награжден орденом Красной Звезды. В феврале 1938 года назначен начальником артиллерии 17-го стрелкового корпуса. В сентябре 1938 года назначен начальником артиллерии кавалерийской армейской группы Киевского военного округа. 17 февраля 1939 года присвоено звание комбрига. В августе 1939 года назначен командиром 49-го стрелкового корпуса, командуя которым участвовал в походе в Польшу. 4 ноября 1939 года присвоено звание комдива. В 1940 году окончил курсы усовершенствования командного состава. В апреле 1940 года назначен помощником командующего войсками Харьковского ВО по ПВО. 4 июня 1940 года присвоено звание генерал-майора артиллерии. В феврале 1941 года назначен командующим Харьковской зоной ПВО в составе Донбасского бригадного района ПВО и Конотопского бригадного района ПВО с оставлением в должности помощника командующего округом.
В начале войны оставался на прежней должности до расформирования Харьковской зоны ПВО в ноябре 1941 года. В декабре 1941 года назначен начальником артиллерии Сталинградского ВО. В июне 1942 года назначен командиром 9-й запасной артиллерийской бригады Закавказского фронта. За время командования бригадой сформировал отдельную минометную бригаду, шесть истребительно-противотанковых артиллерийских полков, два отдельных минометных полка, артиллерийский полк корпусной артиллерии, три отдельных артиллерийских дивизиона, четыре отдельных минометных дивизиона, 24 отдельных артиллерийских, минометных и зенитных батарей и 56 отдельных маршевых команд. 31 марта 1943 года «за отличное своевременное выполнение боевых приказов по формированию частей» награжден орденом Красной Звезды.
В октябре 1943 года назначен заместителем командующего по артиллерии особой Московской армии ПВО. В декабре 1943 года назначен командиром 7-й запасной конно-артиллерийской бригады. 3 ноября 1944 года «за долгосрочную и безупречную службу» награжден орденом Красного Знамени. 21 февраля 1945 «за долгосрочную и безупречную службу» награжден орденом Ленина. В декабре 1945 года уволен в отставку.